# Vladimír Chaloupka
Vladimír Chaloupka (25 stycznia 1976 w Brnie) – czeski piłkarz występujący na pozycji pomocnika. Były młodzieżowy reprezentant Czech.
Grał dla Boby Brno, Slováckiej Slavii Uherské Hradiště, Jablonec 97, SK Semily, Viktorii Pilzno oraz w Austrii, w drużynach z niższych lig – SC Zwettl oraz SV Weitra.
Ma starszego brata, Jindřicha, również piłkarza.